# Đurić (prezime)
Đurić je južnoslavensko prezime.

## Poznati ljudi
- Branko Đurić (1962. – ) bosanskohercegovački glumac, redatelj i glazbenik
- Nemanja Đurić (1936. – ) hrvatski košarkaš
- Stipan Đurić (1970. – ) mađarski filmski i kazališni glumac
- Stanka Gjurić (1956. – ) hrvatska pjesnikinja i filmska autorica

## Toponim
- Đurić (mađ. Bácsszentgyörgy), pogranično selo i općina u jugoistočnoj Mađarskoj

## Slični pojmovi
- Đurići
- Đuričić, naselje u Republici Hrvatskoj
- Duričići, naselje u Republici Hrvatskoj
- Đuričina pećina, pećina u Bosni i Hercegovini